# 博爾斯鎮區 (密蘇里州富蘭克林縣)
博爾斯鎮區（英語：Boles Township）是位於美國密蘇里州富蘭克林縣的一個行政鎮區。

## 地方資料
博爾斯鎮區的面積為241.49平方千米，當中陸地面積為236.64平方千米，而水域面積為4.85平方千米。根據2020年美國人口普查的數據，當地共有人口18406人，而人口密度為每平方千米76.22人。